# 秦金晶
秦金晶（QIN Jinjing，1996年9月27日—），湖南益阳人，前中国女子羽毛球运动员，現時代表澳大利亚參加國際比賽。

## 簡歷
秦金晶在小学一年级时开始接触羽毛球；到10岁的时候，她贏得省运会的冠军，因而进了专业队。2008年，她离开湖南队到位於福州的八一队打球。至2012年，秦金晶首次代表中国出战日本千葉縣舉行的世青赛，她在团体賽拿了冠军，但单打則止步于16强。
2013年7月，秦金晶代表国家队參加馬來西亞沙巴州舉行的亞洲青年羽毛球錦標賽，贏得女子單打比賽季軍。同年8月，她又代表国家队出戰中國南京舉行的亞洲青年運動會羽毛球比賽，最終贏得女子單打金牌。
2018年3月，秦金晶出戰澳洲全國錦標賽，夺得了女单和混双两项冠军。

## 主要比賽成績
只列出曾進入準決賽的國際賽事成績：
| 年份      | 賽事                         | 公開賽級別 | 項目     | 成績   |
| --------- | ---------------------------- | ---------- | -------- | ------ |
| 代表 中国 |                              |            |          |        |
| 2012年    | 世界青年羽毛球錦標賽         | 其他       | 混合團體 | 冠軍   |
| 2013年    | 亞洲青年羽毛球錦標賽         | 其他       | 混合團體 | 冠軍   |
| 2013年    | 亞洲青年羽毛球錦標賽         | 其他       | 女子單打 | 季軍   |
| 2013年    | 亞洲青年運動會羽毛球比賽     | 其他       | 女子單打 | 金牌   |
| 2013年    | 世界青年羽毛球錦標賽         | 其他       | 混合團體 | 季軍   |
| 2013年    | 澳門羽毛球黃金大獎賽         | 黃金大獎賽 | 女子單打 | 準決賽 |
| 2014年    | 亞洲青年羽毛球錦標賽         | 其他       | 混合團體 | 冠軍   |
| 2014年    | 世界青年羽毛球錦標賽         | 其他       | 混合團體 | 冠軍   |
| 2014年    | 世界青年羽毛球錦標賽         | 其他       | 女子單打 | 季軍   |
| 2014年    | 青年奧林匹克運動會羽毛球比賽 | 其他       | 混合雙打 | 第四名 |
| 代表      |                              |            |          |        |
| 2019年    | 北港羽毛球國際賽             | 未來系列賽 | 女子單打 | 冠軍   |

| 2007-2017年 | 首要超級賽 | 超級賽 | 黃金大獎賽 | 大獎賽 | 國際挑戰賽 | 國際系列賽 | 未來系列賽 | 其他 |

| 2018-2026年 | 總決賽 | 超級1000賽 | 超級750賽 | 超級500賽 | 超級300賽 | 超級100賽 | 國際挑戰賽 | 國際系列賽 | 未來系列賽 | 其他 |